# Haveli
Haveli je tradicionalna meščanska hiša ali dvorec na Indijski podcelini, običajno zgodovinskega in arhitekturnega pomena in stoji v mestu. Beseda haveli izhaja iz arabščine havali, kar pomeni 'pregrada' ali 'zasebni prostor', popularizirana v času Mogulskega cesarstva in je bila brez kakršne koli arhitekturne povezave. Kasneje se je beseda haveli začela uporabljati kot generični izraz za različne sloge regionalnih dvorcev in mestnih hiš na Indijski podcelini.

## Zgodovina

### Izvor
Zgodnji haveli so služili muslimanskim vladarjem Indijske podceline in so pod Moguli postali pomembna arhitekturna komponenta urbanih okolij. Čeprav haveli izvirajo iz indo-islamske arhitekture, obstoj večnadstropnih hiš in dvorišč v regiji trdijo že leta 3300 pr. n. št.. Dvorišča so običajna značilnost tradicionalnih hiš na Indijski podcelini z zgodnjimi primeri, ki segajo v obdobje neolitika, ne glede na to, ali gre za dvorce ali kmečke hiše. Ti pa uporabljajo zelo različne arhitekturne sloge od tradicionalnih havelijev, ki so bili razviti pod muslimansko vladavino z mešanico lokalnih in islamskih tradicij. Tradicionalni domovi na Indijski podcelini so zgrajeni okoli dvorišča in vse družinske dejavnosti so se vrtele okoli tega čovka ali dvorišča. Poleg tega dvorišče služi kot svetlobni vodnjak in pomaga prezračevati hišo v vročem in suhem podnebju v regiji.
V srednjem veku so izraz haveli uporabljale tudi nekatere vaišnavske sekte za označevanje svojih templjev v Gudžaratu pod Mogulskim cesarstvom in kraljestvom Radžputana. Generični izraz haveli so sčasoma začeli identificirati z meščanskimi hišami in dvorci trgovskega razreda.

## Značilnosti
Sociokulturni vidikičovk ali dvorišče je služilo kot središče različnih obredov in ritualov. Tu so postavili sveto rastlino tulsi in jo vsak dan častili, da bi v hišo prinesla blaginjo.
Varnost in zasebnostčovk je včasih ločeval prostore za moške in ženske in jim zagotavljal zasebnost.
Podnebjeuporaba odprtega prostora v tlorisu stavbe za odziv na lokalno podnebje, gibanje zraka, ki ga povzročajo temperaturne razlike, pomaga pri naravnem prezračevanju stavbe.
Različne dejavnosti ob različnih urahpodnevi so dvorišče večinoma uporabljale ženske za opravljanje svojega dela in interakcijo z drugimi ženskami v zasebnem odprtem prostoru. Dvorci trgovskega razreda so pogosto imeli več kot eno dvorišče.
Artikulacija prostorav Mor čovku, delu kompleksa mestne palače v Udaipurju, obstaja koncept dvorišča kot plesne dvorane. Podobno ima dvorišče v havelijih več funkcij, ki se običajno uporabljajo za poroke in svečane priložnosti.
Materialiopeka, peščenjak, marmor, les, mavec in granit so običajno uporabljeni materiali. Na dekorativne vidike vplivajo različne lokalne kulture in tradicije.
Vsi ti elementi se združijo, da tvorijo ograjen prostor in dajejo čovku umirjen, varen občutek. Arhitekturna oblika haveli se je razvila kot odziv na podnebje, način življenja in razpoložljivost materiala. V vročem podnebju, kjer je hlajenje nujno, so bile stavbe z notranjimi dvorišči za pretok zraka in hlajenje najprimernejše; v deževnih območjih so bile hiše zgrajene zato, da bi bile zaščitene pred vlažnim zrakom. Zagotavlja senco, hkrati pa omogoča svetlobo v notranjosti. Arkada vzdolž dvorišča ali visok zid okoli nje je ohranjal hlad notranjosti.
Številni haveli v Indiji in Pakistanu so bili pod vplivom radžastanske arhitekture. Običajno vsebujejo dvorišče, pogosto z vodnjakom v središču. Stara mesta Agra, Lucknow, Džaisalmer in Delhi v Indiji ter Lahore, Multan, Pešavar, Hiderabad v Pakistanu imajo veliko lepih primerov havelijev v radžastanskem slogu.

## Pomembni haveliji po državah

### Indija
- Relief, ki prikazuje zgodnjo obliko oken Jharokha, 1. stol. n. št.
- Haveli v Phalodi, Radžputana
- Badal Mahal pri Šahpura Haveli, Šahpura, Radžputana

V severnem delu Indije prevladujejo haveli za boga Krišno z ogromnimi stavbami, podobnimi dvorcem. Ti haveli so znani po svojih freskah, ki prikazujejo podobe bogov, boginj, živali, prizore iz britanske kolonizacije ter življenjske zgodbe Rame in Krišne. Tukajšnja glasba je bila znana kot Haveli Sangeet.
Kasneje so te tempeljske arhitekture in freske posnemali pri gradnji ogromnih posameznih dvorcev, zdaj pa je ta beseda popularno povezana s samimi dvorci. Med letoma 1830 in 1930 so Marvarijci zgradili stavbe v svoji domovini Šekhavati in Marvar. Te stavbe so imenovali havelis. Marvarijci so umetnikom naročili slikanje teh stavb, na katere je močno vplivala mogulska arhitektura. Nangal Sirohi v okrožju Mahendragarh, 130 km od Delhija, je priljubljen zaradi svojih havelijev in arhitekture v NCR.
Haveliji so služili kot statusni simboli za Marvarije, pa tudi kot domovi za njihove razširjene družine, ki so zagotavljali varnost in udobje v osami pred zunanjim svetom. Haveli so bili zasnovani tako, da so bili z vseh strani zaprti z enimi velikimi glavnimi vrati.
Tipični haveli v Šekhavatiju je vključeval dve dvorišči - zunanje za moške, ki je služilo kot podaljšan prag, in notranje, domena žensk. Največji haveliji so lahko imeli do tri ali štiri dvorišča in so bili visoki dve do tri nadstropja. Večina havelijev je danes praznih ali pa jih vzdržuje čuvaj, drugi pa so spremenjeni v hotele in turistične atrakcije.
Mesta in vasi Šekhavati so znana po okrašenih freskah na stenah svojih veličastnih havelijev, do te mere, da so postala priljubljene turistične atrakcije.
Območje Ahirvati ima tudi nekaj velikih havelijev, zlasti v Rewari Rao Tej Singh Haveliju, Rao Sawai Singh Haveliju itd. Mesta in vasi Ahirvala so prav tako znane po okrašenih freskah na stenah svojih veličastnih havelijev, ki prikazujejo Krišno, ki je bil razvit v poznem 17. stoletju do te mere, da bo še vedno potreben čas, da postane priljubljena turistična znamenitost. Zaradi nekaterih posebnih fresk na Solahrahiju in Teju Sarovarju je nekaj zelo drugačno od fresk Šekhavati.
Haveliji v in okoli utrdbe Džaisalmer (znane tudi kot Zlata trdnjava), ki so v Džaisalmerju v Radžastanu, med katerimi so trije najbolj impresivni Patvon Ki Haveli, Salim Singh Ki Haveli in Nathmal-Ki Haveli, si zaslužijo posebno omembo. To so bili dovršeni domovi bogatih trgovcev v Džaisalmerju. Razkošne rezbarije, vgravirane v peščenjak z veliko podrobnostmi in nato skrbno sestavljene v razkošne vzorce, so bile naročene, da pokažejo status in bogastvo lastnika. V okolici Džaisalmerja so običajno izklesani iz rumenega peščenjaka. Pogosto jih zaznamujejo stenske poslikave, freske, džarokhe (balkoni) in oboki.
Patwon Ji ki Haveli je bil prvi postavljen v Džaisalmerju. To ni en sam haveli, ampak skupina petih majhnih havelijev. Prvi v vrsti je najbolj priljubljen in je znan tudi kot Kothari's Patwa Haveli. Leta 1805 ga je naročil in zgradil Guman Čand Patva, takrat bogat trgovec z nakitom in finimi brokati, je največji in najbolj razkošen od petih. Patva je bil bogat človek in priznan trgovec svojega časa in si je lahko privoščil ter tako naročil gradnjo ločenih stavb za vsakega od svojih petih sinov. Ti so bili dokončani v razmaku 50 let. Vseh pet hiš je bilo zgrajenih v prvih 60 letih 19. stoletja. Patvon Ji Ki je znan po bogato okrašenih stenskih poslikavah, zapletenih džarokhas (balkonih), izklesanih iz rumenega peščenjaka, prehodih in obokih. Čeprav je zgradba sama narejena iz rumenega peščenjaka, je glavni prehod rjav. Drug pomemben haveli je Seth ji ri Haveli v mestu Udaipur; zdaj znan kot Šree Džagdiš Mahal, je star 250 let.

### Pakistan
- Omar Hajat Mahal v Činiotu, Pakistan
- Haveli Nau Nihal Singh je haveli iz obdobja sikhov v Lahoreju

V Pakistanu je ohranjenih več zgodovinsko in arhitekturno pomembnih havelijev, ki so večinoma v provinci Pandžab. Najpomembnejši v Lahoreju, Haveli Nau Nihal Singha, izvira iz obdobja sikhov sredi 19. stoletja in velja za enega najboljših primerov sikhske arhitekture v Lahoreju. To je edini haveli iz obdobja sikhov, ki ohranja svoje prvotne okraske in arhitekturo.
Nekaj drugih zgodovinsko in arhitekturno pomembnih havelijev v Pakistanu:
- Kapoor Haveli  Pešavarju
- Čoona Mandi Haveli v Lahoreju
- Fakir Kana Haveli in muzej v Lahoreju
- Haveli Asif Džah v Lahoreju
- Haveli Awais Meer v obzidanem mestu Lahore
- Haveli Barood Kana v Lahoreju
- Haveli Rani Jindan v Lahore Fort v Lahoreju
- Haveli Vajid Ali Šah v Lahoreju
- Kharak Singh Haveli v trdnjavi Lahore v Lahoreju
- Lal Haveli ali Čandu Di Haveli v Lahoreju
- Mubarak Haveli v Lahoreju
- Haveli Man Singh v Dželumu
- Lal Haveli v Ravalpindiju
- Saad Manzil v Kamalia Tehsil
- Khan Club v Pešavarju
- Janjua Haveli v Malowal, okrožje Gudžrat
- Gakhri Haveli v okrožje Gudžrat
- Haveli Mubašar Ali Janjua v Matoreju, Kahuta, Ravalpindi
- Haveliji Mann Sardarov v Mananvala, okrožje Šeikhupura[13]